# Mangifera nicobarica
Espèce
Statut de conservation UICN

 EN (Needs updating) B1+2c : En danger
Mangifera nicobarica est une espèce de plantes à fleurs du genre Mangifera de la famille des Anacardiaceae endémiques des îles Nicobar, en Inde.

## Répartition
Elle est endémique d'Inde et plus précisément des îles Nicobar.

## Fruit
Cette plante produit des mangues comme toutes les espèces du genre Mangifera ; cependant, seule l'espèce Mangifera indica est cultivée.